# Березовка (Кизилжарський район)
Бере́зовка (каз. Березовка) — село у складі Кизилжарського району Північноказахстанської області Казахстану. Входить до складу Рощинського сільського округу.
Населення — 435 осіб (2021; 402 у 2009, 343 у 1999, 417 у 1989).
Національний склад станом на 1989 рік:
- росіяни — 57 %.